# Рюмлиген
Рюмлиген (нем. Rümligen) — бывшая коммуна в Швейцарии, в кантоне Берн. С 1 января 2021 года вошла в состав коммуны Риггисберг.
До 2009 года входила в состав округа Зефтиген, с 2010 года — в Берн-Миттельланд. Население составляет 464 человека (на 31 декабря 2006 года). Официальный код — 0881.